# Karate-Europameisterschaften 2024
Die 59. Karate-Europameisterschaften der European Karate Federation wurden vom 8. bis 12. Mai 2024  in Zadar, Kroatien ausgetragen. Insgesamt starteten 578 Teilnehmer aus 51 Nationen.

## Medaillen Herren

### Einzel
| Kategorie     | Gold                        | Silber            | Bronze                            |
| ------------- | --------------------------- | ----------------- | --------------------------------- |
| Kata          | Yasin Kilic                 | Damián Quintero   | Antony Vu Alessio Ghinami         |
| Kumite -60 kg | Christos-Stefanos Xenos     | Orges Arifi       | Ahmed El Amine Hellal Eray Şamdan |
| Kumite -67 kg | Yves Martial Tadissi        | Nenad Dulovic     | Huseyn Mammadli Georgios Baliotis |
| Kumite -75 kg | Ivan Martinac               | Daniele De Vivo   | Tiago Duarte Enes Bulut           |
| Kumite -84 kg | Konstantionas Mastrogiannis | Brian Timmermanns | Ivan Kvesic Valerii Chobotar      |
| Kumite +84 kg | Andjelo Kvesic              | Matteo Avanzini   | Anes Bostandzic Mehdi Filali      |

### Mannschaft
| Kategorie | Gold | Silber | Bronze |
| --------- | --- | --- | --- |
| Kata      | Türkei Emre Vefa Göktaş Enes Özdemir Ali Sofuoğlu                                                                                      | Spanien Salvador Balbuena Cisneros Sergio Galán Lopez Raul Martin Romoero Damián Quintero                                                                       | Aserbaidschan Rovshan Aliyev Ismayil Gulieyev Hasanali Hasanov Roman Heydarov Italien Mattia Busato Gianluca Gallo Alessio Ghinami Alessandro Iodice |
| Kumite    | Italien Andrea Minardi Lorenzo Pietromarchi Angelo Crescenzo Daniele De Vivo Michele Martina Matteo Avanzini Matteo Fiore Luca Maresca | Griechenland Christos-Stefanos Xenos Athanasios Nikopoulos Evangelos Seremetakis Konstantinos Mastrogiannis Sergios Karvounis Georgios Baliotos Nikolaos Drivas | Ukraine Valerii Chobotar Stanislaw Horuna Valerii Sonnykh Ryzvan Talibov Andrii Toroshanko Kostiantyn Tsymbal Andrii Zaplitnyi Frankreich Raybak Abdesselem Enzo Berthon Kilian Cizo Mehdi Filali Ryan Gari Thanh Liem Le Adrien Marques Younesse Salmi |

## Medaillen Damen

### Einzel
| Kategorie     | Gold                     | Silber                   | Bronze                                          |
| ------------- | ------------------------ | ------------------------ | ----------------------------------------------- |
| Kata          | Dilara Bozan             | Terryana D'Onofrio       | Jasmin Jüttner Paola Garcia Lozano              |
| Kumite -50 kg | Ema Sgardelli            | Mihaela Mishovska        | Selva Nur Akkurt Kucukoglu Erminia Perfetto     |
| Kumite -55 kg | Mia Bitsch               | Sonia Pereira Villalobos | Tuba Yakan Maria Stoli                          |
| Kumite -61 kg | Ingrida Bakos Suchankova | Lejla Topalovic          | Fatma Naz Yenen Reem Khamis                     |
| Kumite -68 kg | Alizée Agier             | Elena Quirici            | Maria Isabell Nieto Mejias Elina Sieliemienieva |
| Kumite +68 kg | Johanna Kneer            | Rochelle Walters         | Nancy Garcia Zala Maria Zibret                  |

### Mannschaft
| Kategorie | Gold                                                                              | Silber                                                                              | Bronze |
| --------- | --------------------------------------------------------------------------------- | ----------------------------------------------------------------------------------- | --- |
| Kata      | Spanien María López Pintado Gema Morales Ozuna Raquel Roy Rubio                   | Italien Terryana D'Onofrio Michela Rizzo Elena Roversi                              | Türkei Sule Azra Akbulut Zehra Kaya Damla Pelit Damla Su Türemen Frankreich Mai Linh Bui Marie Bui Lea Severan                                |
| Kumite    | Deutschland Mia Bitsch Shara Hubrich Reem Khamis Johanna Kneer Madeleine Schröter | Italien Guilia Angelucci Anna Pia Desiderio Pamela Bodei Clio Ferracuti Viola Lallo | Frankreich Alizée Agier Léa Avazeri Thalya Sombe Jennifer Zameto Türkei Sudenur Aksoy Eda Eltemur Gulbahar Gozutok Tuba Yakan Fatma Naz Yenen |

## Medaillenspiegel
Ausrichter 
| Platz | Land                    | Gold | Silber | Bronze | Gesamt |
| ----- | ----------------------- | ---- | ------ | ------ | ------ |
| 1     | Türkei                  | 3    | 0      | 7      | 10     |
| 2     | Deutschland             | 3    | 0      | 2      | 5      |
| 3     | Kroatien                | 3    | 0      | 1      | 4      |
| 4     | Griechenland            | 2    | 1      | 2      | 5      |
| 5     | Italien                 | 1    | 5      | 3      | 9      |
| 6     | Spanien                 | 1    | 3      | 2      | 6      |
| 7     | Frankreich              | 1    | 0      | 6      | 7      |
| 8     | Slowakei                | 1    | 0      | 0      | 1      |
|       | Ungarn                  | 1    | 0      | 0      | 1      |
| 10    | Nordmazedonien          | 0    | 1      | 0      | 1      |
|       | Schweiz                 | 0    | 1      | 0      | 1      |
|       | England                 | 0    | 1      | 0      | 1      |
|       | Albanien                | 0    | 1      | 0      | 1      |
|       | Österreich              | 0    | 1      | 0      | 1      |
|       | Montenegro              | 0    | 1      | 0      | 1      |
| 17    | Ukraine                 | 0    | 0      | 3      | 3      |
| 18    | Österreich              | 0    | 0      | 2      | 2      |
| 19    | Schweden                | 0    | 0      | 1      | 1      |
|       | Portugal                | 0    | 0      | 1      | 1      |
|       | Slowenien               | 0    | 0      | 1      | 1      |
|       | Bosnien und Herzegowina | 0    | 0      | 1      | 1      |
| Total | Total                   | 16   | 16     | 32     | 64     |